# A Twin Peaks epizódjainak listája
A Twin Peaks egy amerikai kultikussá vált drámasorozat, melynek alkotója David Lynch és Mark Frost. Eredetileg 1990. április 8. és 1991. június 10. között sugározták az ABC csatornán, összesen 30 epizódból áll részenként 45 perc játékidővel. Kivétel az első és a második évad premierepizódja, melyek 90 percesek. A folyamatosan csökkenő nézettség miatt a sorozatot elkaszálták.
2014. október 6-án bejelentették, hogy a sorozat 2017. május 21-én visszatér a Showtime-on limitált sorozatként. Összesen 18 epizód készült, a duplarészes sorozatfinálét 2017. szeptember 3-án sugározták.

## Sorozat áttekintése
| Évad | Évad         | Részek száma | Részek száma | Eredeti sugárzás     | Eredeti sugárzás    | Eredeti adó | Magyar sugárzás    | Magyar sugárzás   | Magyar adó       |
| Évad | Évad         | Részek száma | Részek száma | Évadbemutató         | Évadzáró            | Eredeti adó | Évadbemutató       | Évadzáró          | Magyar adó       |
| ---- | ------------ | ------------ | ------------ | -------------------- | ------------------- | ----------- | ------------------ | ----------------- | ---------------- |
|      | 1.           | 8            | 8            | 1990. április 8.     | 1990. május 23.     | ABC         | 1991. november 21. | 1992. január 9.   | Magyar Televízió |
|      | 2.           | 22           | 22           | 1990. szeptember 30. | 1991. június 10.    | ABC         | 1992. február 25.  | 1992. június 9.   | Magyar Televízió |
|      | Előzményfilm | Előzményfilm | Előzményfilm | 1992. augusztus 28.  | 1992. augusztus 28. | n. a.       | 1993. március 12.  | 1993. március 12. | n. a.            |
|      | 3.           | 18           | 18           | 2017. május 21.      | 2017. szeptember 3. | Showtime    | 2017. október 21.  | 2017. október 28. | HBO 3            |

## Epizódok
David Lynch és Mark Frost nem adtak címeket az epizódoknak, csak beszámozták őket. A németországi vetítés során kerültek címek az epizódokhoz, amelyeket később angolra fordítottak. A DVD–, illetve Blu-Ray–kiadások az epizódokat számozták, de a CBS a Twin Peaks hivatalos oldalán közzétette a címeket. Magyarországon az epizódok címeket nem kaptak, az epizódok elején az aktuális rész sorszámát bemondják, ami az eredeti sorszámozástól eltér. A feltüntetett magyar címek nem hivatalosak, az angol, illetve az alapul szolgáló német címek fordításai. 

### Első évad (1990)
| #  | Cím                                                                                                   | Rendező             | Író                      | Premier                              | Nézettség   |
| -- | --- | ------------------- | ------------------------ | ------------------------------------ | ----------- |
| 1. | Első rész – Északnyugati kisváros (Pilot – Northwest Passage)                                         | David Lynch         | Mark Frost & David Lynch | 1990. április 8. 1991. november 21.  | 34,6 millió |
| 2. | Második rész – A semmi nyomai (Episode 1 – Traces to Nowhere)                                         | Duwayne Dunham      | Mark Frost & David Lynch | 1990. április 12. 1991. november 28. | 23,2 millió |
| 3. | Harmadik rész – Zen, avagy a gyilkosfogás művészete (Episode 2 – Zen, or the Skill to Catch a Killer) | David Lynch         | Mark Frost & David Lynch | 1990. április 19. 1991. december 5.  | 19,2 millió |
| 4. | Negyedik rész – Nyugodj fájdalomban (Episode 3 – Rest in Pain)                                        | Tina Rathborne      | Harley Peyton            | 1990. április 26. 1991. december 12. | 16,7 millió |
| 5. | Ötödik rész – A félkarú férfi (Episode 4 – The One-Armed Man)                                         | Tim Hunter          | Robert Engels            | 1990. május 3. 1991. december 19.    | 17,4 millió |
| 6. | Hatodik rész – Cooper álmai (Episode 5 – Cooper's Dreams)                                             | Lesli Linka Glatter | Mark Frost               | 1990. május 10. 1991. december 26.   | 17,3 millió |
| 7. | Hetedik rész – A ráeszmélés ideje (Episode 6 – Realization Time)                                      | Caleb Deschanel     | Harley Peyton            | 1990. május 17. 1992. január 2.      | 15,6 millió |
| 8. | Nyolcadik rész – Az utolsó este (Episode 7 – The Last Evening)                                        | Mark Frost          | Mark Frost               | 1990. május 23. 1992. január 9.      | 18,7 millió |

### Második évad (1990-1991)
| Sor. | Év. | Cím                                                                                      | Rendező             | Író                                                       | Premier                                | Nézettség   |
| ---- | --- | ---------------------------------------------------------------------------------------- | ------------------- | --------------------------------------------------------- | -------------------------------------- | ----------- |
| 9.   | 1.  | Kilencedik rész – Óriás legyen veled (Episode 8 – May the Giant Be with You)             | David Lynch         | Történet: Mark Frost & David Lynch Tévéjáték: Mark Frost  | 1990. szeptember 30. 1992. február 25. | 19,1 millió |
| 10.  | 2.  | Tizedik rész – Kóma (Episode 9 – Coma)                                                   | David Lynch         | Harley Peyton                                             | 1990. október 6. 1992. március 3.      | 14,4 millió |
| 11.  | 3.  | Tizenegyedik rész – A férfi az üveg mögött (Episode 10 – The Man Behind the Glass)       | Lesli Linka Glatter | Robert Engels                                             | 1990. október 13. 1992. március 10.    | 13,7 millió |
| 12.  | 4.  | Tizenkettedik rész – Laura titkos naplója (Episode 11 – Laura's Secret Diary)            | Todd Holland        | Jerry Stahl és Mark Frost & Harley Peyton & Robert Engels | 1990. október 20. 1992. március 12.    | 12,8 millió |
| 13.  | 5.  | Tizenharmadik rész – Az orchidea átka (Episode 12 – The Orchid's Curse)                  | Graeme Clifford     | Barry Pullman                                             | 1990. október 27. 1992. március 17.    | 11,4 millió |
| 14.  | 6.  | Tizennegyedik rész – Démonok (Episode 13 – Demons)                                       | Lesli Linka Glatter | Harley Peyton & Robert Engels                             | 1990. november 3. 1992. március 24.    | 11,3 millió |
| 15.  | 7.  | Tizenötödik rész – Magányos lelkek (Episode 14 – Lonely Souls)                           | David Lynch         | Mark Frost                                                | 1990. november 10. 1992. március 31.   | 17,2 millió |
| 16.  | 8.  | Tizenhatodik rész – Kocsikázás egy halott lánnyal (Episode 15 – Drive with a Dead Girl)  | Caleb Deschanel     | Scott Frost                                               | 1990. november 17. 1992. április 7.    | 13,3 millió |
| 17.  | 9.  | Tizenhetedik rész – Önkényes jog (Episode 16 – Arbitrary Law)                            | Tim Hunter          | Mark Frost & Harley Peyton & Robert Engels                | 1990. december 1. 1992. április 9.     | 12,4 millió |
| 18.  | 10. | Tizennyolcadik rész – Testvérviszály (Episode 17 – Dispute Between Brothers)             | Tina Rathborne      | Tricia Brock                                              | 1990. december 8. 1992. április 14.    | 11,1 millió |
| 19.  | 11. | Tizenkilencedik rész – Álarcosbál (Episode 18 – Masked Ball)                             | Duwayne Dunham      | Barry Pullman                                             | 1990. december 15. 1992. április 21.   | 12,1 millió |
| 20.  | 12. | Huszadik rész – A fekete özvegy (Epsiode 19 – The Black Widow)                           | Caleb Deschanel     | Harley Peyton & Robert Engels                             | 1991. január 12. 1992. április 23.     | 10,3 millió |
| 21.  | 13. | Huszonegyedik rész – Sakkmatt (Episode 20 – Checkmate)                                   | Todd Holland        | Harley Peyton                                             | 1991. január 19. 1992. április 28.     | 9,8 millió  |
| 22.  | 14. | Huszonkettedik rész – Dupla játszma (Episode 21 – Double Play)                           | Uli Edel            | Scott Frost                                               | 1991. február 2. 1992. május 5.        | 8,7 millió  |
| 23.  | 15. | Huszonharmadik rész – Szolgák és mestereik (Episode 22 – Slaves and Masters)             | Diane Keaton        | Harley Peyton & Robert Engels                             | 1991. február 9. 1992. május 7.        | 8,2 millió  |
| 24.  | 16. | Huszonnegyedik rész – Az átkozott nő (Episode 23 – The Condemned Woman)                  | Lesli Linka Glatter | Tricia Brock                                              | 1991. február 16. 1992. május 12.      | 7,8 millió  |
| 25.  | 17. | Huszonötödik rész – Sebek és sebhelyek (Episode 24 – Wounds and Scars)                   | James Foley         | Barry Pullman                                             | 1991. március 28. 1992. május 19.      | 9,2 millió  |
| 26.  | 18. | Huszonhatodik rész – A szerelem szárnyain (Episode 25 – On the Wings of Love)            | Duwayne Dunham      | Harley Peyton & Robert Engels                             | 1991. április 4. 1992. május 21.       | 9,2 millió  |
| 27.  | 19. | Huszonhetedik rész – Variációk kapcsolatokra (Episode 26 – Variations on Relations)      | Jonathan Sanger     | Mark Frost & Harley Peyton                                | 1991. április 11. 1992. május 26.      | 7,9 millió  |
| 28.  | 20. | Huszonnyolcadik rész – Út a Fekete–barlanghoz (Episode 27 – The Path to the Black Lodge) | Stephen Gyllenhaal  | Harley Peyton & Robert Engels                             | 1991. április 18. 1992. június 2.      | 7,4 millió  |
| 29.  | 21. | Huszonkilencedik rész – Miss Twin Peaks (Episode 28 – Miss Twin Peaks)                   | Tim Hunter          | Barry Pullman                                             | 1991. június 10. 1992. június 4.       | 10,4 millió |
| 30.  | 22. | Harmincadik rész – Életen és halálon túl (Episode 29 – Beyond Life and Death)            | David Lynch         | Mark Frost & Harley Peyton & Robert Engels                | 1991. június 10. 1992. június 9.       | 10,4 millió |

### Twin Peaks – Tűz, jöjj velem!
Az 1992-es Twin Peaks – Tűz, jöjj velem a Twin Peaks című sorozat előzményfilmje. Cselekménye Teresa Banks meggyilkolása, annak nyomozása és Laura Palmer életének utolsó hét napja. A rendező, David Lynch és számos színész a televíziós sorozatból részt vett a film forgatásában, azonban jelentős kivétel Laura legjobb barátnőjét játszó Lara Flynn Boyle, akit Moira Kelly váltott, valamint Sherilyn Fenn. Kyle MacLachlan vonakodva tért vissza tévés szerepéhez, ugyanis szerette volna elkerülni, hogy az FBI-ügynökkel tipizálják, így az eredetileg tervezett helyett kisebb jelenléte van a filmben.

### Harmadik évad (2017)
A 18 részes, 2017. május 21-én debütált limitált évad 2016-ban játszódik. Az összes részt David Lynch és Mark Frost írta. A sorozatot eleinte 9 részesre tervezték, de az újratárgyalások során ezt megemelték, valamint megerősítették, hogy Lynch rendezi az összes részt.
Magyarországon az HBO vásárolta meg a vetítési jogokat, az epizódokat az amerikai premierrel szinkronban sugározta helyi idő szerint hajnali 03:00-kor, valamint az egyes epizódokat a feliratozás után még aznap levetítette. Magyar szinkronnal az HBO 3 tűzte műsorra a részeket 2017 októberében.
Az HBO ugyan sorszámozott, de az egyes epizódok címe egy-egy, az adott részben elhangzó mondat, így azok a magyar változatban is elhangoznak. 
| Sor. | Év. | Cím | Rendező     | Író                       | Premier                               |
| ---- | --- | --- | ----------- | ------------------------- | ------------------------------------- |
| 31.  | 1.  | 1. epizód – A tuskómnak üzenete van számodra (Part 1 – My Log Has a Message for You)                                   | David Lynch | Mark Frost és David Lynch | 2017. május 21. 2017. október 21.     |
| 32.  | 2.  | 2. epizód – Keringenek a csillagok, és eljön a megfelelő pillanat (Part 2 – The Stars Turn and a Time Presents Itself) | David Lynch | Mark Frost és David Lynch | 2017. május 21. 2017. október 21.     |
| 33.  | 3.  | 3. epizód – Hívj segítséget! (Part 3 – Call for Help)                                                                  | David Lynch | Mark Frost és David Lynch | 2017. május 28. 2017. október 21.     |
| 34.  | 4.  | 4. epizód – Előtörtek a régi emlékek (Part 4 – ...Brings Back Some Memories)                                           | David Lynch | Mark Frost és David Lynch | 2017. május 28. 2017. október 21.     |
| 35.  | 5.  | 5. epizód – Akták (Part 5 – Case Files)                                                                                | David Lynch | Mark Frost és David Lynch | 2017. június 4. 2017. október 22.     |
| 36.  | 6.  | 6. epizód – Ne halj meg! (Part 6 – Don't Die)                                                                          | David Lynch | Mark Frost és David Lynch | 2017. június 11. 2017. október 22.    |
| 37.  | 7.  | 7. epizód – De még micsoda holttest! (Part 7 – There's a Body All Right)                                               | David Lynch | Mark Frost és David Lynch | 2017. június 18. 2017. október 22.    |
| 38.  | 8.  | 8. epizód – Van tüze? (Part 8 – Gotta Light?)                                                                          | David Lynch | Mark Frost és David Lynch | 2017. június 25. 2017. október 22.    |
| 39.  | 9.  | 9. epizód – Ez az a szék (Part 9 – This Is the Chair)                                                                  | David Lynch | Mark Frost és David Lynch | 2017. július 9. 2017. október 22.     |
| 40.  | 10. | 10. epizód – Laura a kulcs (Part 10 – Laura Is the One)                                                                | David Lynch | Mark Frost és David Lynch | 2017. július 16. 2017. október 28.    |
| 41.  | 11. | 11. epizód – Tűz vár rád ott, ahová tartasz (Part 11 – There's Fire Where You Are Going)                               | David Lynch | Mark Frost és David Lynch | 2017. július 23. 2017. október 28.    |
| 42.  | 12. | 12. epizód – Csapjunk bele! (Part 12 – Let's Rock)                                                                     | David Lynch | Mark Frost és David Lynch | 2017. július 30. 2017. október 28.    |
| 43.  | 13. | 13. epizód – Miféle mese az enyém, Charlie? (Part 13 – What Story is That, Charlie?)                                   | David Lynch | Mark Frost és David Lynch | 2017. augusztus 6. 2017. október 28.  |
| 44.  | 14. | 14. epizód – Olyanok vagyunk, mint az álmodó (Part 14 – We Are Like the Dreamer)                                       | David Lynch | Mark Frost és David Lynch | 2017. augusztus 13. 2017. október 29. |
| 45.  | 15. | 15. epizód – De mégis félek attól, ami most következik (Part 15 – There's Some Fear in Letting Go)                     | David Lynch | Mark Frost és David Lynch | 2017. augusztus 20. 2017. október 29. |
| 46.  | 16. | 16. epizód – Kopogás nélkül (Part 16 – No Knock, No Doorbell)                                                          | David Lynch | Mark Frost és David Lynch | 2017. augusztus 27. 2017. október 29. |
| 47.  | 17. | 17. epizód – A jövőt a múlt szabja meg (Part 17 – The Past Dictates the Future)                                        | David Lynch | Mark Frost és David Lynch | 2017. szeptember 3. 2017. október 29. |
| 48.  | 18. | 18. epizód – Önt hogy hívják? (Part 18 – What Is Your Name?)                                                           | David Lynch | Mark Frost és David Lynch | 2017. szeptember 3. 2017. október 29. |

## Fordítás
- Ez a szócikk részben vagy egészben  a   List of Twin Peaks episodes című angol Wikipédia-szócikk ezen változatának fordításán alapul.  Az eredeti cikk szerkesztőit annak laptörténete sorolja fel. Ez a jelzés csupán a megfogalmazás eredetét és a szerzői jogokat jelzi, nem szolgál a cikkben szereplő információk forrásmegjelöléseként.